# 吉岡均
吉岡 均(よしおか ひとし、1956年 - )は、北海道芦別市出身の広告写真家・写真作家。

## 略歴
1956年に北海道芦別市に生まれる。北海道芦別高等学校を卒業後、写真家を目指して上京し、写真を学習。卒業後、写真家・山田久米夫に師事。
広告代理店dentsuにてアシスタントフォトグラファーを経て、1991年に東京都で吉岡写真事務所を設立、広告写真撮影を主に活動。2007年9月、札幌市に事務所を移転。
広告写真撮影を軸に写真作家としての活動にも力を注ぎ、ライフワークの1つに、「ばんえい馬」を選んだ。2008年に撮影した、ばんえい写真を帯広競馬場にて2009年1月、札幌にて同年3月31日から4月5日まで、東京で同年7月に、同年9月には東川町に、11月には芦別市にて写真展を開催。
　　　　
2009年もテーマを変えて撮影し続けている。
「ばん馬」の他に北海道の光景、サイロ、番屋、廃屋など故郷北海道を遠くから見つめていた写真家が、帰郷して感慨した写真をライフワークとして撮影中。
又、写真に依る人物創生アルバム（自分史）の作成も提案している。

## 写真集
- 「ばん馬に恋して2008」

## 写真展
- 2009年1月10日-1月31日　帯広競馬場内「ばん馬に恋して2008」
- 2009年3月31日-4月5日　 札幌ファクトリー「ばん馬に恋して2008」
- 2009年7月10日-7月15日　東京ランプ坂ギャラリー「ばん馬に恋して2008」
- 2009年9月19日-10月4日　東川町文化ギャラリー「ばん馬に恋して2008」
- 2009年11月7日-11月29日 道の駅スタープラザ芦別 星の降る里百年記念館   「ばん馬に恋して2008」

## 体験記
- 日本一周 自転車旅行
- 富士山登頂3回